# Collectors' Items
Albums de Miles Davis
The New Miles Davis Quintet Workin' with the Miles Davis Quintet
Collectors' Items est un album studio jazz de Miles Davis.
Il s'agit de deux demis albums bien distincts produits par le label Prestige.

## Historique
C'est la première apparition du batteur Philly Joe Jones dans le groupe de Miles Davis.
Sur l'album figure la première interprétation de Miles Davis de 'Round Midnight de Thelonious Monk, l’un de ses morceaux fétiches qu'il reprendra souvent tout au long de sa carrière. Sur trois titres on trouve au saxophone Charlie Parker (sous le pseudo de Charlie Chan).

« 1953 a bien commencé pour moi, avec un disque Prestige en compagnie de Sonny Rollins (qui sortait de prison), Bird (mentionné sur la pochette sous le nom de "Charlie Chan"), Walter Bishop, Percy Heath et Philly Joe Jones à la batterie (je le fréquentais beaucoup à l'époque). Bird avait un contrat d'exclusivité avec Mercury (je crois qu'il avait quitté Verve), c'est pourquoi il a dû prendre un pseudonyme. Il avait cessé de se shooter à l'héroïne : depuis que Red Rodney s'était fait pincer et emprisonner à Lexington, Bird pensait que la police le surveillait. A la place de ses fortes doses habituelles d'héroïne, il buvait maintenant d'énormes quantités d'alcool. À croire qu'il y avait deux leaders dans le studio. Bird me traitait comme si j'étais son fils ou un membre de son orchestre. C'était ma séance, je devais le lui faire comprendre. C'était difficile, il était toujours sur mon dos, pour une raison ou une autre. Il m'a mis tellement en colère que je l'ai engueulé, je lui ai dit que je ne lui avais jamais fait ça dans l'une de ses séances. Que j'avais toujours été professionnel. »

— Miles Davis avec Quincy Troupe, Miles. L'autobiographie, Infolio, 2007 p. 170 et 171.

« Au printemps 1956, j'ai fait un disque avec Sonny Rollins, Tommy Flanagan (c'était son anniversaire), Paul Chambers et Art Taylor. C'était la demi-séance que je devais à Prestige. »

— Miles Davis avec Quincy Troupe, Miles. L'autobiographie, Infolio, 2007, p. 217.

## Titres
1. Compulsion, (M. Davis) - 5:46
2. The Serpent's Tooth (take 1), (M. Davis) - 6:59
3. The Serpent's Tooth (take 2), (M. Davis) - 6:21
4. 'Round About Midnight (Williams-Monk) - 7:03
5. In Your Own Sweet Way (Dave Brubeck) - 4:34
6. Vierd Blues (M. Davis) - 6:55
7. No Line (M. Davis) - 5:39

## Musiciens

### Sextet
Titres 1, 2, 3 et 4 (enregistrements du 30 janvier 1953)
- Miles Davis (trompette)
- Sonny Rollins (saxophone ténor)
- Charlie Parker (saxophone ténor)
- Walter Bishop Jr (piano)
- Percy Heath (contrebasse)
- Philly Joe Jones (batterie)

### Quintet
Titres 5, 6 et 7 (enregistrements du 16 mars 1956)
- Miles Davis (trompette)
- Sonny Rollins (saxophone ténor)
- Tommy Flanagan (piano)
- Paul Chambers (contrebasse)
- Art Taylor (batterie)